# Someo

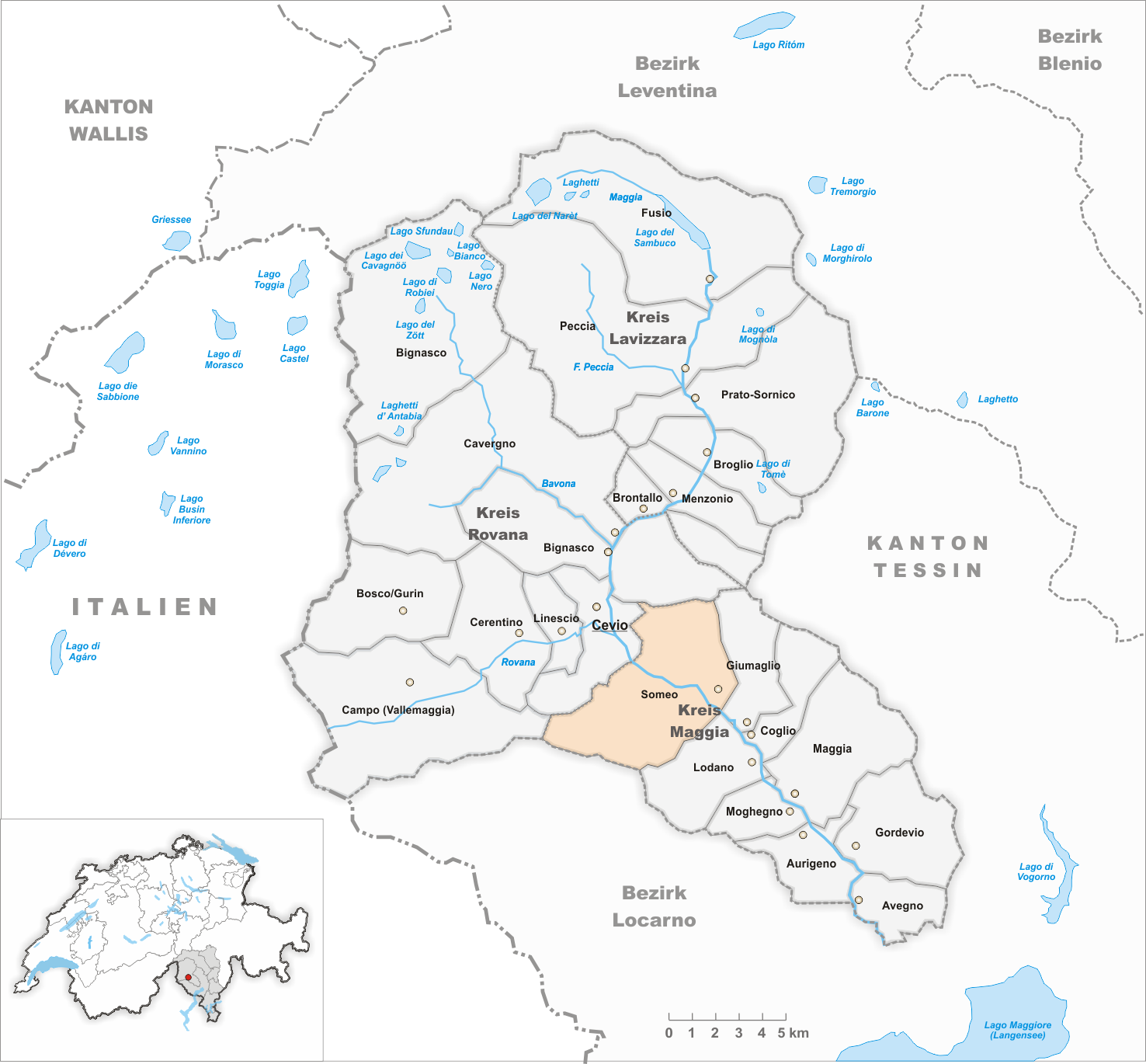
Gemeindestand vor der Fusion am 4. April 2004

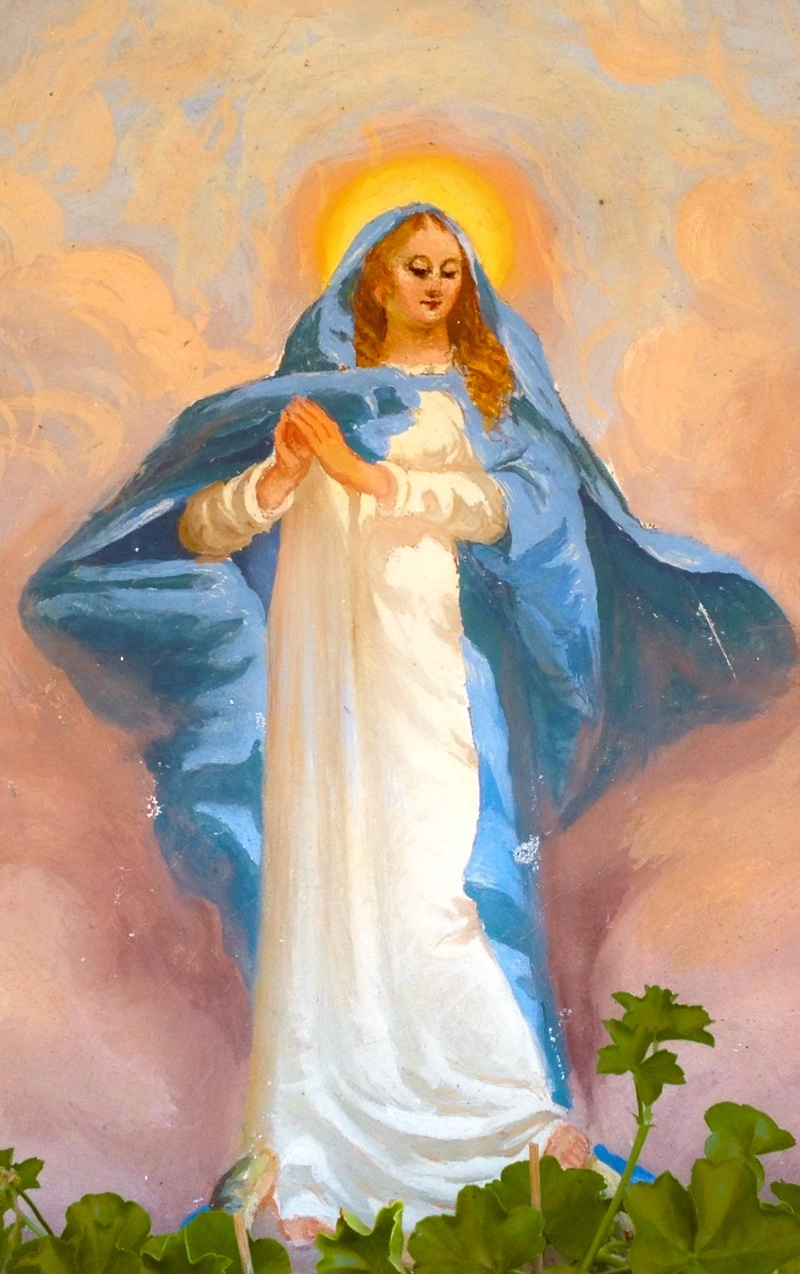
Madonna in Someo

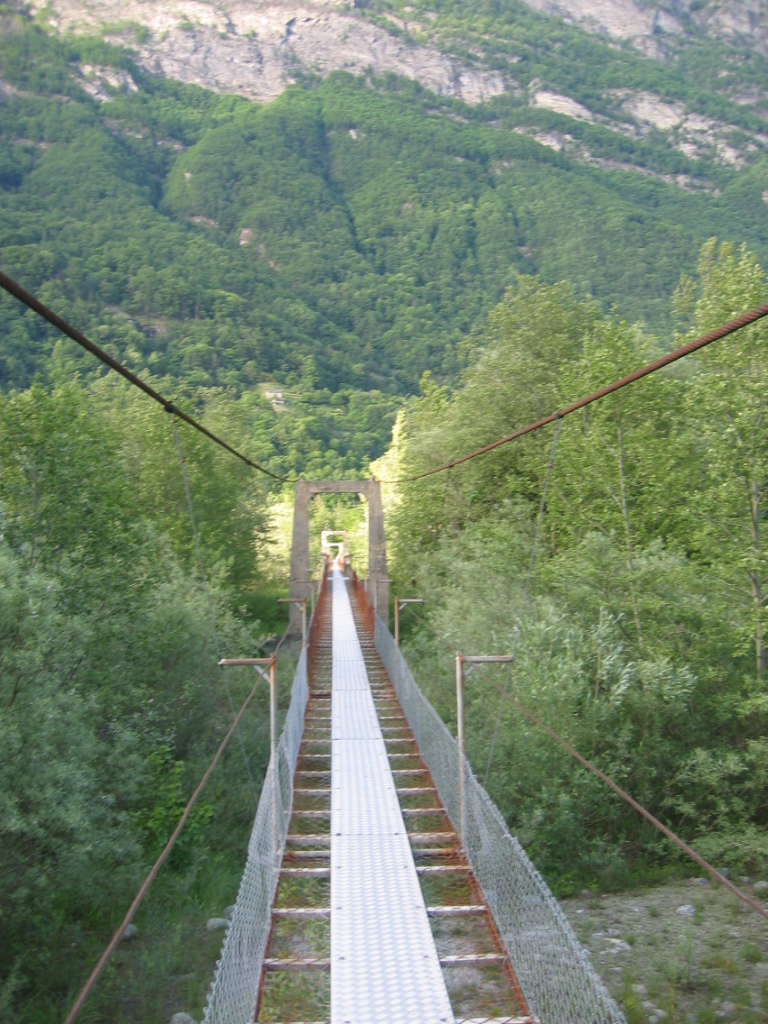
Hängebrücke zwischen Someo und Maggia

Somèo (im lombardischen Ortsdialekt [zmei]) ist eine Ortschaft in der Tessiner Gemeinde Maggia, Schweiz. Bis 2004 bildete sie eine eigenständige politische Gemeinde.

## Geographie
Das Dorf liegt auf einer Höhe von 378 m ü. M. Der Ort liegt auf der linken Seite des Flusses Maggia, etwa 16 Kilometer (Luftlinie) nordwestlich von Locarno. Die ehemalige Gemeinde Someo umfasste die Fraktion Riveo.

## Geschichte
Urkundlich erstmals bezeugt findet sich Someo als Summade im Jahre 807. Die sprachgeschichtliche Herkunft des Namens ist unbekannt.
1355 ist Someo als Nachbarschaft (vicinia) bezeugt. Eine selbständige Pfarrei bildet es seit 1591, zuvor war es nach Cevio kirchgenössig. Der 1907 erfolgte Bau der Maggiatalbahn förderte den Abbau von Paragneis, vor allem in Riveo. Am 24. September 1924 zerstörte ein Erdrutsch einen Teil des Dorfes und forderte zehn Todesopfer.
Im Jahr 2003, vor der Gemeindefusion, lebten 258 Einwohner auf einer Gemeindefläche von 32,73 Quadratkilometern. Seit dem 4. April 2004 ist Someo Teil der neugebildeten Gemeinde Maggia. Someo bildet aber nach wie vor eine eigenständige Bürgergemeinde.

## Bevölkerung
Einwohnerzahlen: Volkszählungsdaten

## Sehenswürdigkeiten
Das Dorfbild ist im Inventar der schützenswerten Ortsbilder der Schweiz (ISOS) als schützenswertes Ortsbild der Schweiz von nationaler Bedeutung eingestuft.
Sakrale Bauten
- Pfarrkirche Santi Placido e Eustachio aus dem 13. Jahrhundert, erstmals erwähnt 1365, mit einem (mehrfach renovierten) Portal von 1536[8][9]
- Beinhaus[8]
- Betkapelle San Giovanni Battista (1850) mit Fresken von Giacomo Antonio Pedrazzi (1851)[10] nämlich Cristo Morto und Addolorata, sowie den Statuen San Luca und San Giuliano[8]
- Betkapelle Gesola im Ortsteil Terra di dentro, mit Fresken (17.–19. Jahrhundert), darunter von Giacomo Andrea Pedrazzi Madonna di Re, Madonna mit Kind, Heilige und Evangelisten[8]
- Oratorium Madonna delle Grazie im Ortsteil Riveo (1703), renoviert 1729 und 1877; Stuckaltar (1729) mit der Holzstatue Madonna col Bambino, dem Gemälde San Giuseppe e l’angelo und der Votivgabe Madonna del Soccorso (1722)[11]

Andere Bauwerke
Noch heute stehen im Ortskern viele Häuser aus dem 17. und 18. Jahrhundert. Zeugen der einstigen ländlichen Kultur sind zum Beispiel der direkt in den Felsen gehauene grosse Brunnen, die Mühlen und das Waschhaus.
- Gemeindehaus[8]
- Einfamilienhaus (Architekten: Bruno Reichlin, Fabio Reinhart)[8]
- Hängebrücke über die Maggia.

## Sport
- Football Club Someo[12]

## Persönlichkeiten
- Antonio Germano Tognazzini (* um 1855 in Someo; † 1922 ebenda), Gründer von Someo, jetzt Casmalia in Santa Barbara County (Kalifornien)[13]
- Victor Emanuel Camanini (* 30. November 1862 in Someo; † 15. November 1919 in Kilchberg), Dekorations- und Flachmaler[14]
- Ludwig Vanoni (* 21. Oktober 1876 in Köln; † 7. November 1972 in Someo), Opernsänger[15][16]
- Arrigo Caroni (* 1. Juli 1903 in Someo; † 13. Dezember 1985 in Locarno), Wirtschaftswissenschaftler, Tessiner Grossrat, Nationalrat[17]

## Bilder

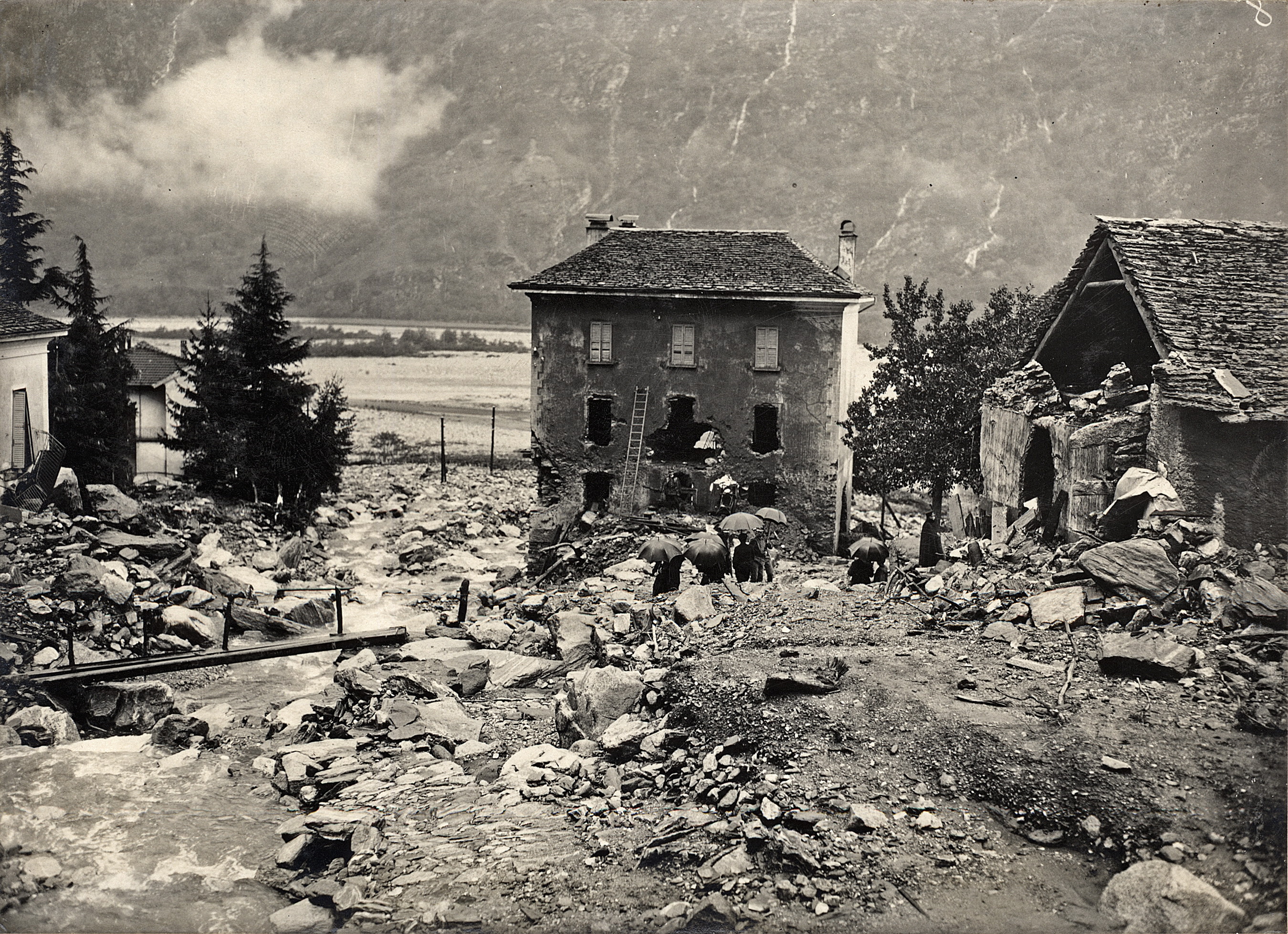
Anton Krenn (Fotojournalist): Someo, Überschwemmung, 24. September 1924.
Riveo, Maggia-Tal „Bahnhof“. Historisches Luftbild von Leo Wehrli (1936).
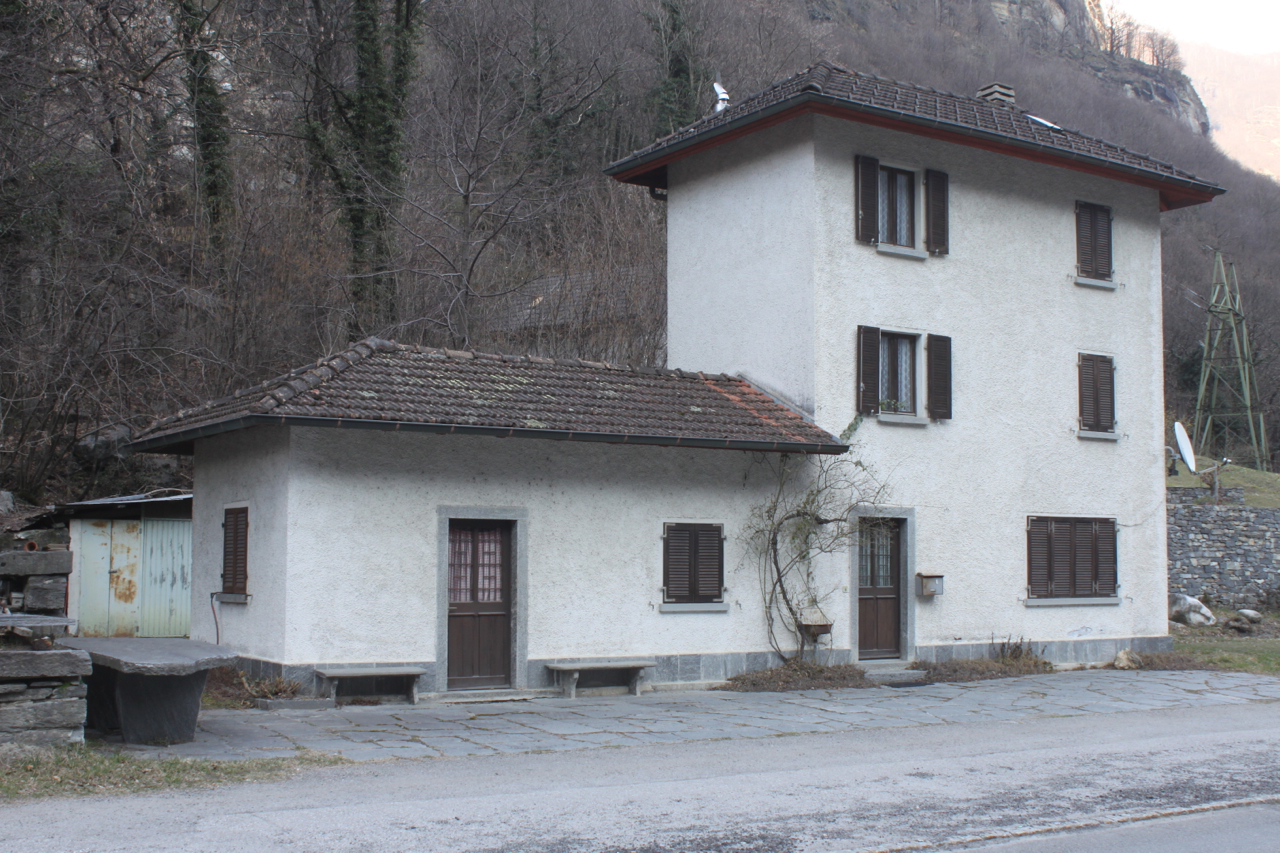
Ehemaliger Bahnhof Riveo, in Betrieb von 1907 bis 1965.